# Schloss Weyer (Judenburg)

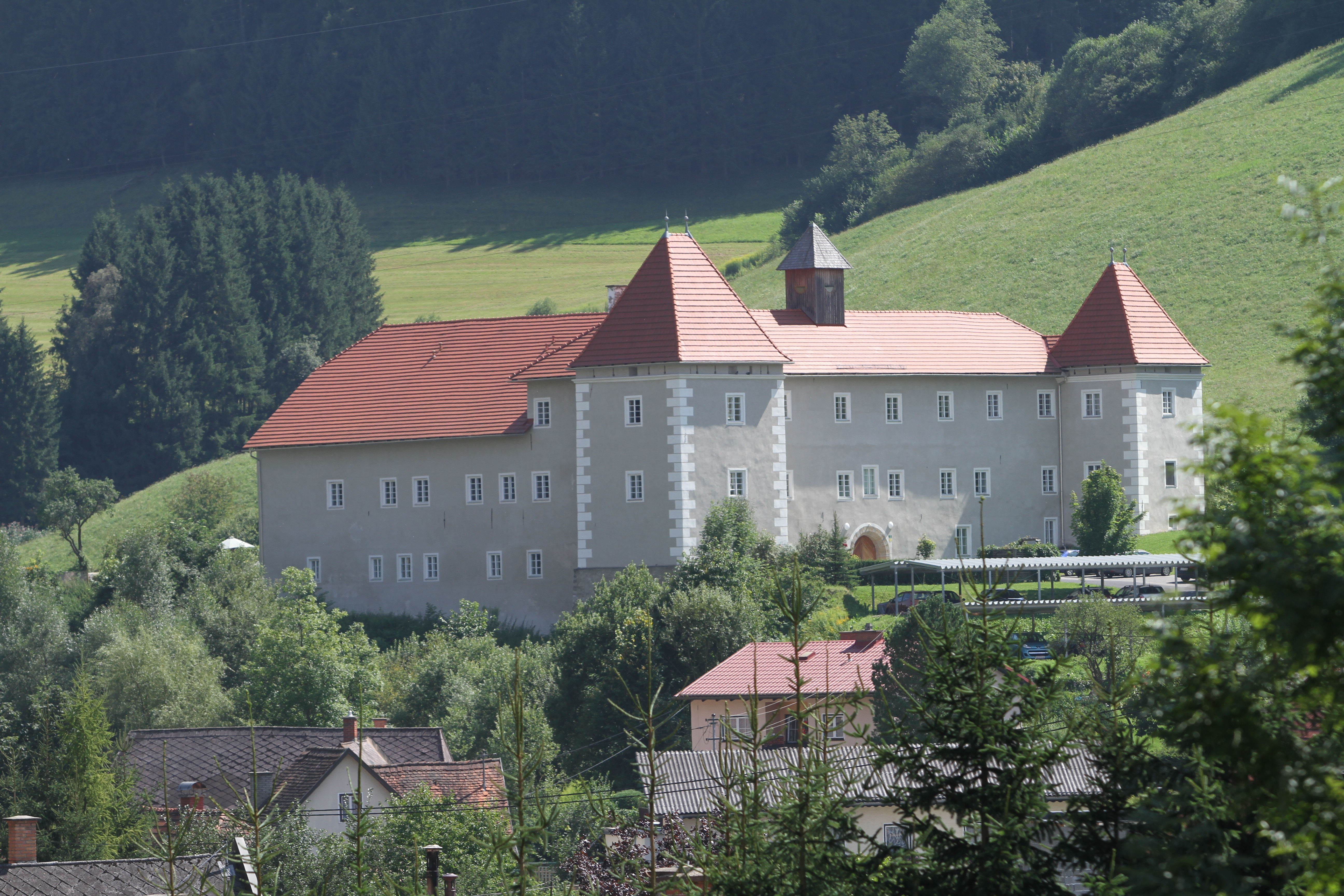
Schloss Weyer (2012)

Das Schloss Weyer ist ein Schloss im Stadtteil Weyer der steirischen Stadt Judenburg. Das Schloss steht unter Denkmalschutz (siehe den Listeneintrag). Es entstand im 16. Jahrhundert aus einem Bauernhof; das dreistöckige Gebäude enthält derzeit Wohnungen.

## Lage
Das Schloss Weyer liegt auf einem kleinen Hügel südwestlich der Stadt Judenburg auf der Westseite des Feeberggrabens oberhalb des Purbachs, der auf der gegenüberliegenden Seite von einer kleinen Tiefensenke begrenzt ist. Das Dorf Auerling gehörte ursprünglich zum Schloss.

## Gebäude
Das Schloss Weyer ist ein weitläufiges, dreistöckiges Gebäude, das hufeisenförmig mit Bogengängen den Innenhof umschließt. Die vierte Seite ist mit Wirtschaftsgebäuden geschlossen. Um das Schloss führten eine Wehrmauer und ein Wassergraben. Vom Wassergraben ist ein kleiner Teich erhalten, der dem Schloss den Namen gegeben hat (siehe dazu Weiher (Gewässer)). An der Westfront befinden sich zwei vorspringende Ecktürme. Knapp unter den Pyramidendächern sind Schlüsselschießscharten zu erkennen. Die Mittelachse der Eingangsfront wird durch einen hölzernen Dachreiter betont. Auffallend sind – laut einem Artikel der Burgen Austria – die unpassenden, modernen Fenster an den sonst ungegliederten Fassaden.
Burgen Austria schreibt, dass der Baumeister der dreigeschoßigen Arkaden „nicht besonders geschult“ gewesen sei, da die Bögen recht unregelmäßig ausgefallen sind und auch die Säulen gedrungen wirken. Im Schloss befinden sich 16 Eigentumswohnungen, daher ist eine Besichtigung nur von außen möglich.
Die im Schloss gefundene Grabinschrift der Vibia, wahrscheinlich aus der Zeit der römischen Provinz Noricum und der Herrschaft der Flavier (datiert ungefähr 75 bis 100 nach Christus), befindet sich auf der Südseite des Stadtturms.

## Geschichte

### 16. Jahrhundert
Das Schloss Weyer entstand – gemäß Burgen Austria – wie viele andere Schlösser aus einem Bauernhof, dem Sandhof, der von alters her im Besitz des Hauses Liechtenstein war. 1434 war dieser Bauernhof dem Stift Admont zehentpflichtig.
Zu Beginn des 16. Jahrhunderts erwarb Wilhelm Graswein den Sandhof und baute ihn zu einem bescheidenen Edelsitz aus. Es war ein Renaissanceschloss mit einer frühbarocken Kapelle der Familien Graswein, Praunfalckh und Heinricher. Wilhelm Graswein folgte Wolfgang, diesem Stefan und 1551 dessen Sohn Wolfgang Graswein. Die Decke der Kapelle trägt die Jahreszahl 1650.
Die Familie Graswein setzte sich besonders während des 16. Jahrhunderts im steirischen Kriegswesen ein. Ursprünglich waren diese Familie Bayern, im Pinzgau und in Kitzbühel begütert. Von dort gelangte sie über Friesach in Kärnten bis in die Steiermark, wo sie das Schloss Weyer bewohnte. Am 1. März 1522 erhielt sie eine Standeserhebung und Wappenbesserung, die Erzherzog Ferdinand I. den Brüdern Lukas, Wolfgang (I.), Stephan (I.) und Leopold Graswein zuteilwerden ließ. Verbunden damit war die offizielle Genehmigung, sich entweder nach ihrem Wohnschloss Weyer bei Judenburg oder nach irgendeinem anderen ihrer Besitztümer zu nennen. Ihre Entscheidung fiel auf „Graswein zum Weyer“.
Die Schwester von Wolfgang Graswein, Anna von Schrottenbach, erbte den Edelsitz 1592 und verkaufte ihn 1596 an Christof Praunfalkh, nachdem sie die Ansprüche der übrigen Erben abgelöst hatte. 1597 stellte Praunfalkh mit Erlaubnis vom Judenburger Richter und Rat eine Wasserleitung von deren Eigentum, dem Judenfriedhof, in das Schloss her – dadurch war eine geregelte Wasserversorgung gesichert. Auch durfte er einen Steinbruch oberhalb des alten Judenfriedhofs eröffnen und er begann mit einem großzügigen Ausbau des Schlosses.

### 17. Jahrhundert
Praunfalkh wurde von seiner Schwester Susanna Freiin von Dietrichstein beerbt, die den von Christof Praunfalkh begonnenen Ausbau des Schlosses fortsetzte; die Fertigstellung erfolgte jedoch erst 1650 und 1676. 1627 verkaufte sie das Schloss an Sibilla, die Frau des Franz Christof von Teufenbach.
Sibilla musste ein Jahr später (1628) als Protestantin die Steiermark verlassen und veräußerte das Schloss an Johann Sebastian Zolten von Zoltensein, der es 1631 an Hermann Heinricher von Heinrichsberg, einem Handelsmann zu Judenburg, verkaufte. Zum Teil war es dessen freies Eigentum und zum Teil Lehen vom Haus Liechtenstein sowie von den Stubenberg, die dieses Gut auch nach dem Verkauf der Herrschaft Liechtenstein behalten hatten. Da der Besitzer Heinricher von Heinrichsberg kinderlos war, setzte er 1646 seinen Neffen Hans Pagge, einen Handelsmann in Wien, der ihm lange Jahre gedient hatte, als Erben ein. Unter dem Namen Johann Heinricher von Heinrichsberg trat dieser 1650 das Erbe an und erhielt 1652 die stubenbergischen Lehen.
Im selben Jahr (1652) schenke ihm Kaiser Ferdinand III. ein „Reisgejaid aus den landesfürstlichen Forsten zu Judenburg“. Ihm folgte 1676 sein Sohn Johann Wilhelm.

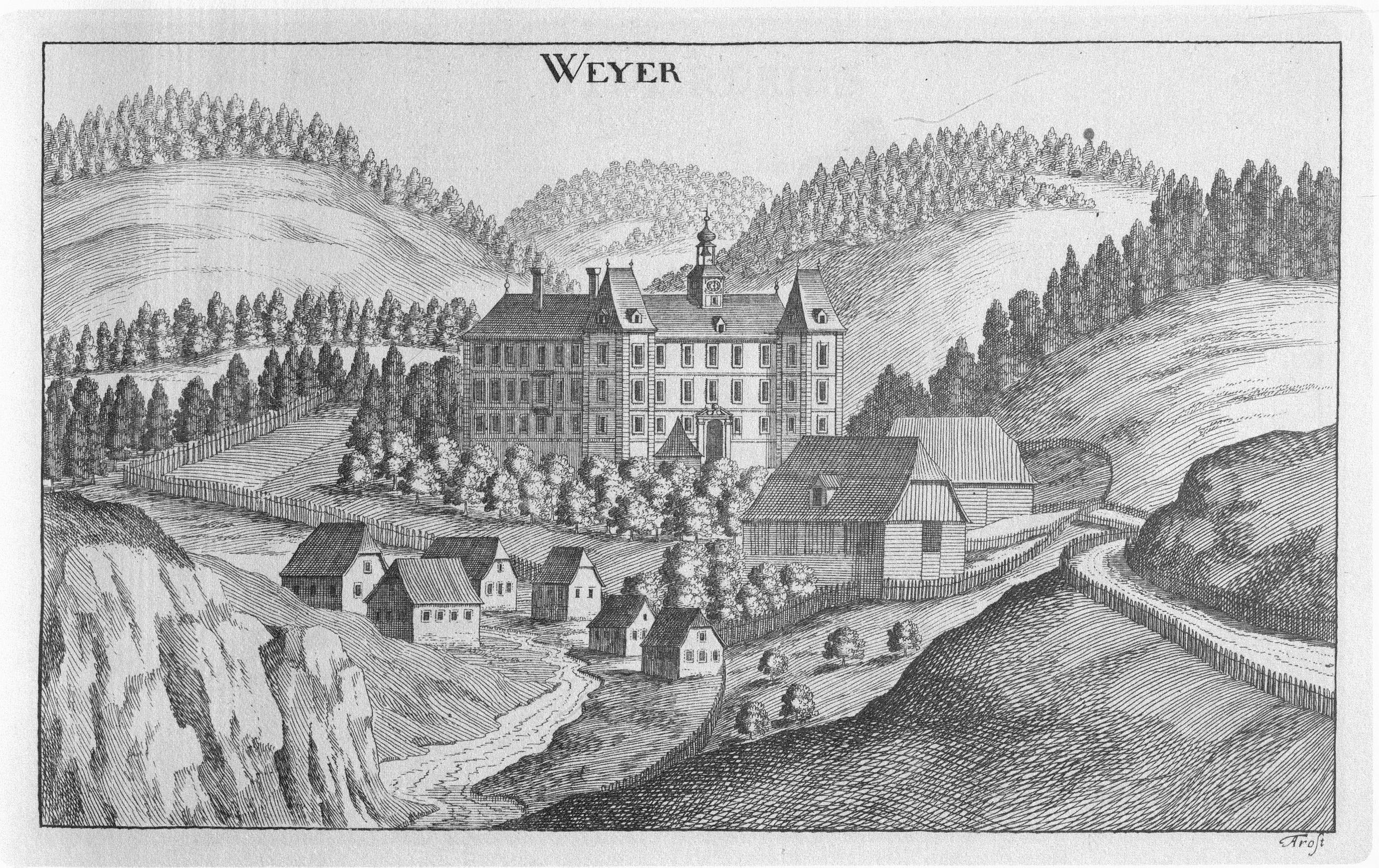
Stich von Georg Matthäus Vischer (1681)

Auf einem Stich von Georg Matthäus Vischer von 1681 ist ein Uhr- bzw. Glockenturm abgebildet, der ebenso wie das einst reich verzierte Portal verschwunden ist.

### 18. Jahrhundert
Johann Wilhelm Heinricher von Heinrichsberg beerbte 1720 seine Witwe Maximiliana und seine Söhne Carl Ignaz Anton und Anton Josef Viktor. Zum Schloss gehörte ein Gültenbesitz, darunter auch ein Weingarten in Muggau bei Voitsberg. 1750 musste die Herrschaft wegen großer Schulden gepfändet und ein Zwangsverwalter bestellt werden. 1758 erhielt Carl Ignaz Antons Sohn Franz Josef Graf Heinrichsberg die Herrschaft wieder übertragen. Ihm folgte 1780 seine Schwester Maria Theresia Edle von Sutter, die die Lehen über den Sandhof, einem Teil des Schlosses, von den Fürsten von Schwarzenberg erhielt – die Schwarzenberger hatten zuerst das Lehnsrecht von den Stubenbergern erhalten.

### 19. Jahrhundert
Von den Erben der Stubenberger erwarb 1819 Franz Fürst zu Liechtenstein das Schloss. Ab 1839 war im Schloss ein Altenheim und danach Sozialwohnungen untergebracht. 1840 wurde es wie folgt beschrieben: „Das Innere Des Schlosses trägt wie die ganze Außenseite das Gepräge eines gänzlichen Verfalls.“ Ab 1850 war Carl Mayer der Besitzer, dessen Erben es am 23. Dezember 1872 an die Judenburger Eisenwerke A.G. verkauften, die im Schloss Arbeiterwohnungen einrichtete.

### 20. und 21. Jahrhundert
Gegen Ende des Zweiten Weltkrieges wurde das Gebäude durch einen Bombentreffer schwer beschädigt; der betroffene Südtrakt wurde anschließend erneuert. Danach war das Schloss im Besitz der Stadtgemeinde Judenburg und seit 2000 besitzt es die Berlinger-Landl OEG, die das Schloss 2003 für den Einbau von Eigentumswohnungen umfassend sanierte. Bei dieser Sanierung wurden auch die Wirtschaftsgebäude auf der Ostseite entfernt; ein Lift mit einem Liftturm wurde eingebaut. An der Ostfront ermöglicht eine moderne Eisenkonstruktion die Verbindung zwischen dem Nord- und dem Südtrakt.
Das Unternehmen wurde am 20. Dezember 1999 als Berlinger-Landl-Leitner-SchloßWeyer-Revitalisierungs-OEG gegründet und der Firmenname am 24. April 2002 in Berlinger-Landl Schloß Weyer Revitalisierungs OG geändert (Firmenbuch-Nummer: FN 190088 t).

## Sage
Folgende Sage ist über das Schloss Weyer bekannt: Der Bewohner des Schlosses war ein Ritter von Rattmannsdorf und liebte ein Edelfräulein, dessen Stiefmutter sich gegen diese Ehe sträubte; sie wollte das Fräulein zur Ehe mit einem anderen Edelmann zwingen. Deshalb war das Edelfräulein sehr verzweifelt und wollte lieber ins Stift Göß (Leoben) eintreten. Ein Junker, der das Fräulein ins Kloster begleiten sollte, erzählte dies dem Ritter von Rattmannsdorf und riet ihm, das Mädchen bei seinem Zug nach Göss abzufangen, sich heimlich trauen zu lassen und dann zum Kaiser nach Wien zu eilen. Er war einverstanden. Beim Hinreiten stürzte das Pferd jedoch aufgrund eines schlechten Hufeisens und der Ritter fiel so unglücklich, dass er tot liegen blieb; so wurde er von seiner Braut und ihrer Begleitung aufgefunden. Nach den Trauerfeierlichkeiten zog sie nach Göss ins Kloster.

## Sonstiges
In der 171. Folge der von Sepp Forcher moderierten Volksmusik- und Brauchtumsendung des Österreichischen Rundfunks Klingendes Österreich wurde am 24. November 2014 auch das Schloss Weyer gezeigt.